# Ophiopogon sylvicola
Ophiopogon sylvicola är en sparrisväxtart som beskrevs av Fa Tsuan Wang och Tang. Ophiopogon sylvicola ingår i släktet Ophiopogon och familjen sparrisväxter. Inga underarter finns listade i Catalogue of Life.